# Miss España 2005
Miss España 2005 fue la 45.ª edición del certamen de belleza Miss España. Se llevó a cabo el 20 de marzo de 2005 en la Marina d’Or, Oropesa del Mar. Verónica Hidalgo fue la ganadora, la cual representó a España en el certamen Miss Universo 2005. La primera finalista representó al país en el Miss Mundo 2005 y la segunda finalista representó al país en el Miss Internacional 2005. Las top 6 representarón al país en el Miss Tierra 2006, Miss Intercontinental 2005 y el Miss Europa 2005.

## Resultados
| Resultados Final | Candidata |
| ---------------- | --- |
| Miss España 2005 | Gerona - Verónica Hidalgo |
| 1.a Finalista    | Lérida - Mireia Verdú |
| 2.a Finalista    | Las Palmas - Laura Ojeda |
| Top 6            | Alicante - Laura Herrero Málaga - Rocío Guerrero Sevilla - Pilar Domínguez |
| Top 12           | Almería - Ma. del Mar Sánchez Barcelona - Natalia López Castellón - Patricia Gálvez Córdoba - Ma. del Pilar Peña La Coruña - Marta Caruncho Murcia - Tatiana Martínez                                       |
| Top 20           | Álava - Nerea Cuerno Asturias - Verónica Flores Baleares - Marta Lozano Ciudad Real - Rocío González Madrid - Laura Valverde Pontevedra - Patricia Casais Tarragona - Noemí Castro Tenerife - Karen Delgado |

## Premios especiales
| Resultado       | Candidata                   |
| --------------- | --------------------------- |
| Miss Rostro     | Lérida - Mireia Verdú       |
| Miss Simpatía   | Salamanca - Leticia Sánchez |
| Miss Fotogénica | Tarragona - Noemí Castro    |

## Candidatas
Las 52 candidatas de la noche
| Provincia   | Candidata                        | Edad | Estatura        |
| ----------- | -------------------------------- | ---- | --------------- |
| Álava       | Nerea Cuerno Lagos               | 21   | 1,73 m (5′ 8″)  |
| Albacete    | Alejandra Serrano Moya           | 25   | 1,75 m (5′ 9″)  |
| Alicante    | Laura Herrero Mallebreda         | 23   | 1,76 m (5′ 9″)  |
| Almería     | María del Mar Sánchez Guirado    | 19   | 1,77 m (5′ 10″) |
| Asturias    | Verónica Flores Exposito         | 19   | 1,78 m (5′ 10″) |
| Ávila       | Fátima Navarro Blázquez          | 19   | 1,76 m (5′ 9″)  |
| Badajoz     | Blanca García Tinoco de Castilla | 24   | 1,72 m (5′ 8″)  |
| Baleares    | Marta Lozano Sánchez             | 19   | 1,79 m (5′ 10″) |
| Barcelona   | Natalia López Gordillo           | 18   | 1,80 m (5′ 11″) |
| Burgos      | Laura Gazpio Santa María         | 20   | 1,70 m (5′ 7″)  |
| Cáceres     | Cristina Martínez Ramajo         | 22   | 1,74 m (5′ 9″)  |
| Cádiz       | Marta Román Serrano              | 22   | 1,78 m (5′ 10″) |
| Cantabria   | Rocío Sofía Aja Márquez          | 20   | 1,75 m (5′ 9″)  |
| Castellón   | Patricia Gálvez Pérez            | 23   | 1,78 m (5′ 10″) |
| Ceuta       | Laura Galvira Rodríguez          | 19   | 1,76 m (5′ 9″)  |
| Ciudad Real | Rocío González Martínez          | 20   | 1,82 m (6′ 0″)  |
| Córdoba     | María del Pilar Peña Grenda      | 18   | 1,78 m (5′ 10″) |
| Cuenca      | Ruth Hernández Orozco            | 22   | 1,77 m (5′ 10″) |
| Gerona      | Verónica Hidalgo Hernández       | 23   | 1,78 m (5′ 10″) |
| Granada     | María Siham Afettouhe Higuero    | 18   | 1,74 m (5′ 9″)  |
| Guadalajara | Beatriz Hernández Sánchez        | 19   | 1,72 m (5′ 8″)  |
| Guipúzcoa   | Míriam Navascués Gómez           | 19   | 1,78 m (5′ 10″) |
| Huelva      | Ana María Martín Rosa            | 19   | 1,74 m (5′ 9″)  |
| Huesca      | Virginia Oriol Azagra            | 20   | 1,80 m (5′ 11″) |
| Jaén        | Lourdes Fernández Romero         | 18   | 1,83 m (6′ 0″)  |
| La Coruña   | Marta Caruncho Dopico            | 18   | 1,75 m (5′ 9″)  |
| La Rioja    | Elena Rodríguez Saenz            | 22   | 1,71 m (5′ 7″)  |
| Las Palmas  | Laura Ojeda Ramírez              | 20   | 1,75 m (5′ 9″)  |
| León        | Noelia Guisuraga Martínez        | 22   | 1,73 m (5′ 8″)  |
| Lérida      | Mireia Verdú Tremosa             | 21   | 1,79 m (5′ 10″) |
| Lugo        | Paula Martín Couceiro            | 21   | 1,78 m (5′ 10″) |
| Madrid      | Laura Valverde Moyano            | 24   | 1,76 m (5′ 9″)  |
| Málaga      | Rocío Guerrero Bobadilla         | 19   | 1,82 m (6′ 0″)  |
| Melilla     | Beatriz Suárez Clemente          | 19   | 1,79 m (5′ 10″) |
| Murcia      | Tatiana Martínez López           | 20   | 1,77 m (5′ 10″) |
| Navarra     | Maite Sarratea Garaicoechea      | 23   | 1,78 m (5′ 10″) |
| Orense      | Cristina García Eisman           | 24   | 1,78 m (5′ 10″) |
| Palencia    | Rebeca Loma Escobedo             | 19   | 1,74 m (5′ 9″)  |
| Pontevedra  | Patricia Casais Lado             | 23   | 1,77 m (5′ 10″) |
| Salamanca   | Leticia Sánchez Hernández        | 18   | 1,81 m (5′ 11″) |
| Segovia     | Astid Ballesteros Herrero        | 19   | 1,74 m (5′ 9″)  |
| Sevilla     | Pilar Domínguez Morales          | 23   | 1,74 m (5′ 9″)  |
| Soria       | Vanesa Artigas Gracia            | 22   | 1,78 m (5′ 10″) |
| Tarragona   | Noemí Castro Altes               | 23   | 1,80 m (5′ 11″) |
| Tenerife    | Karen Delgado Alayón             | 22   | 1,75 m (5′ 9″)  |
| Teruel      | Amanay Gil Moffalt               | 21   | 1,80 m (5′ 11″) |
| Toledo      | Margarita Barroso Domínguez      | 20   | 1,73 m (5′ 8″)  |
| Valencia    | Davinia Martínez Ibáñez          | 23   | 1,75 m (5′ 9″)  |
| Valladolid  | Alicia López de Vega Soto        | 20   | 1,74 m (5′ 9″)  |
| Vizcaya     | Naroa Marroquín Martínez         | 20   | 1,74 m (5′ 9″)  |
| Zamora      | Verónica Gutiérrez Fernández     | 21   | 1,75 m (5′ 9″)  |
| Zaragoza    | Lucía Romero Martínez            | 19   | 1,80 m (5′ 11″) |